# إيفانز منساه
إيفانز منساه (بالإنجليزية: Evans Mensah) (9 فبراير 1998 في غانا - ) هو لاعب كرة قدم غاني في مركز الجناح يلعب مع نادي سيراميكا كليوباترا.

## مسيرة اللاعب
لعب سابقاً مع نادي هلسنكي ونادي الدحيل ونادي بورتيمونينسي ونادي الخريطيات International Allies F.C. ‏.

## وصلات خارجية
- إيفانز منساه على موقع قاعدة بيانات كرة القدم.إي يو (الإنجليزية)
- إيفانز منساه على موقع Soccerway.com (الإنجليزية)
- إيفانز منساه على موقع عالم كرة القدم.نت (الإنجليزية)